# Touffailles
Touffailles település Franciaországban, Tarn-et-Garonne megyében. Lakosainak száma 336 fő (2022. január 1.). Touffailles Fauroux, Lacour, Lauzerte, Miramont-de-Quercy, Montagudet és Montaigu-de-Quercy községekkel határos.

## Népesség
A település népessége az elmúlt években az alábbi módon változott:
| Lakosok száma | 372  | 355  | 354  | 346  | 342  | 339  | 336  | 335  | 336  |
|               | 2013 | 2015 | 2016 | 2017 | 2018 | 2019 | 2020 | 2021 | 2022 |